# Resinicium friabile
Resinicium friabile är en svampart som beskrevs av Hjortstam & Melo 1997. Resinicium friabile ingår i släktet Resinicium, klassen Agaricomycetes, divisionen basidiesvampar och riket svampar.   Inga underarter finns listade i Catalogue of Life.